# Британская ассоциация по исследованию НЛО
Британская ассоциация по исследованию НЛО (BUFORA) — это уфологическая организация, ранее зарегистрированная под названием «BUFORA Ltd», целью которой является исследование феномена НЛО на Британских островах. Организация насчитывает около 1000 членов.

## История
В 1991 году майором Патриком Уоллом была написана энциклопедия НЛО специально для этой организации.
BUFORA расследует более 400 случаев, связанных с НЛО в год. 95 % из них являются ложными. Организация также создаёт специальные группы поддержки для тех, кто верит в то, что столкнулся с инопланетянами. Организация проводила ежегодные конференции с 1987 года и регулярно встречи по всей стране, а также в Рэндльшамском лесу, который является частым местом сбора для уфологов. Организация открыто критиковала закон о свободе информации британского правительства, в частности о том, что касалось НЛО.

## Интересные факты
- Одна из записей в Энциклопедии НЛО, которая была заявлена BUFORA как подлинная, позже оказалась подделкой[8].
- В 1996 это была единственная организация, которая одобряла фильм, якобы созданный правительством США, где показывается вскрытие пришельца[9].